# Ulica Krakowskie Przedmieście w Warszawie

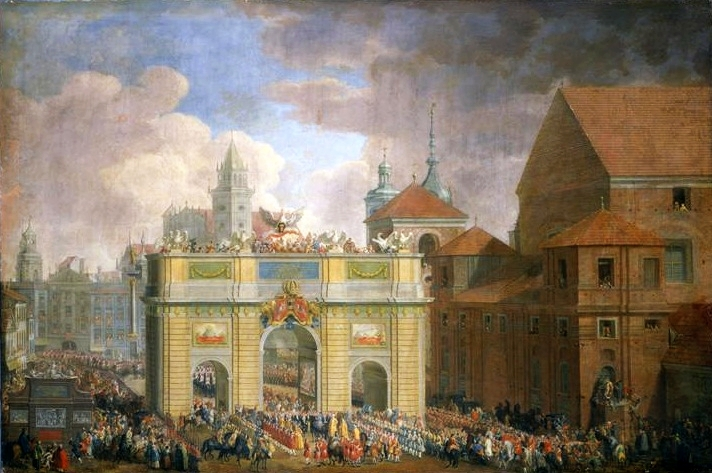
Triumfalny wjazd Augusta III Sasa do Warszawy przez Łuk triumfalny na Krakowskim przedmieściu w 1734. Po prawej widoczny Kościół św. Anny

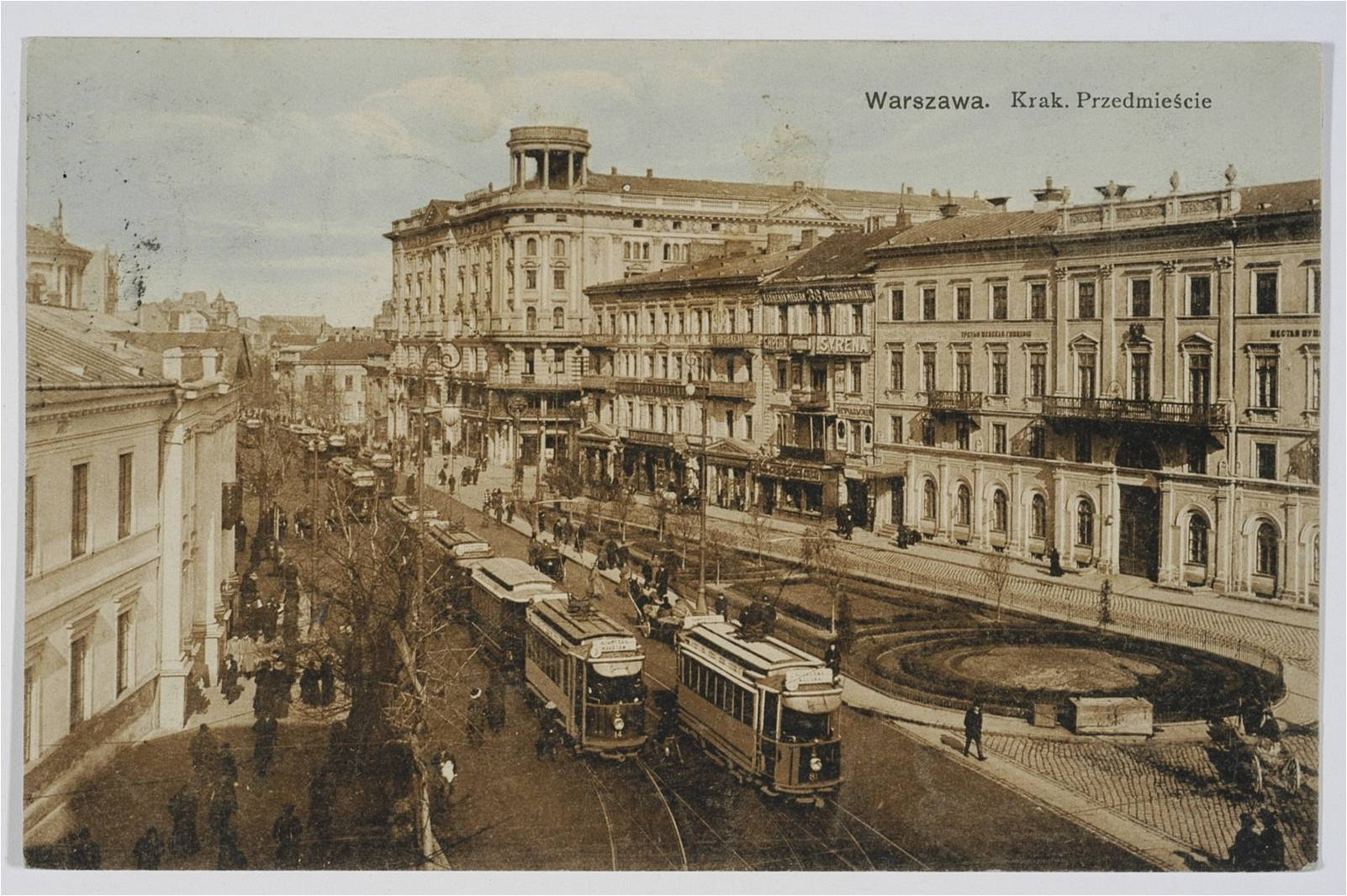
Ulica Krakowskie Przedmieście w 1910

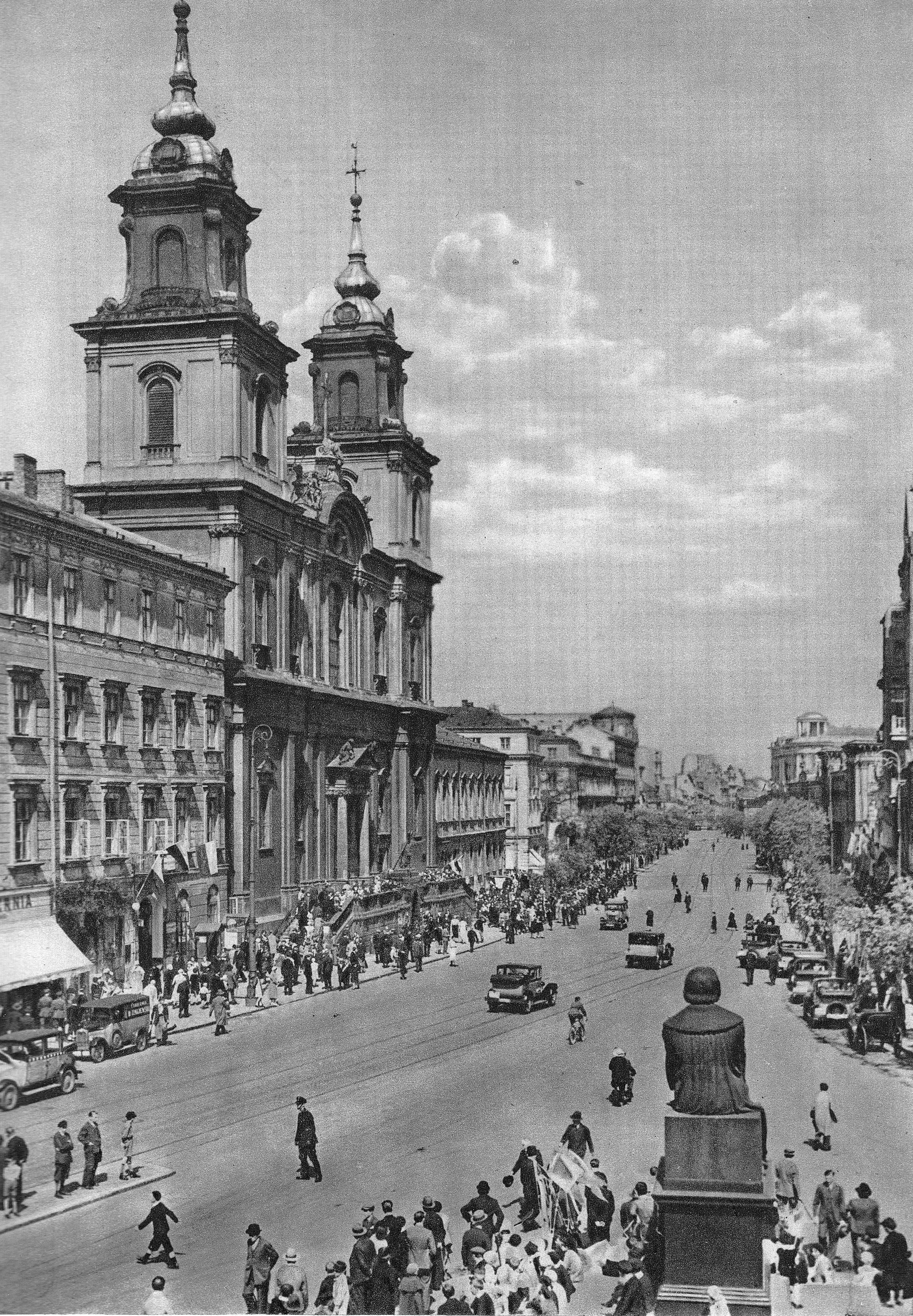
Ulica przed 1939

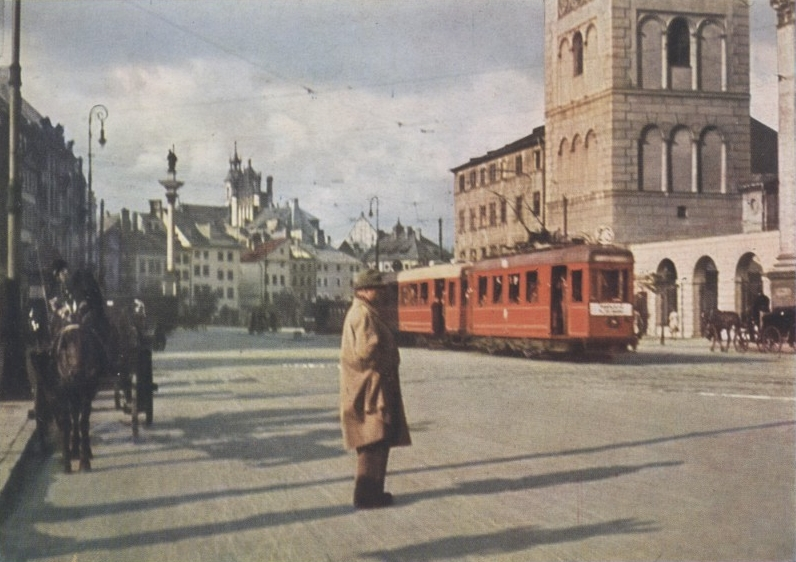
Ulica Krakowskie Przedmieście w 1939

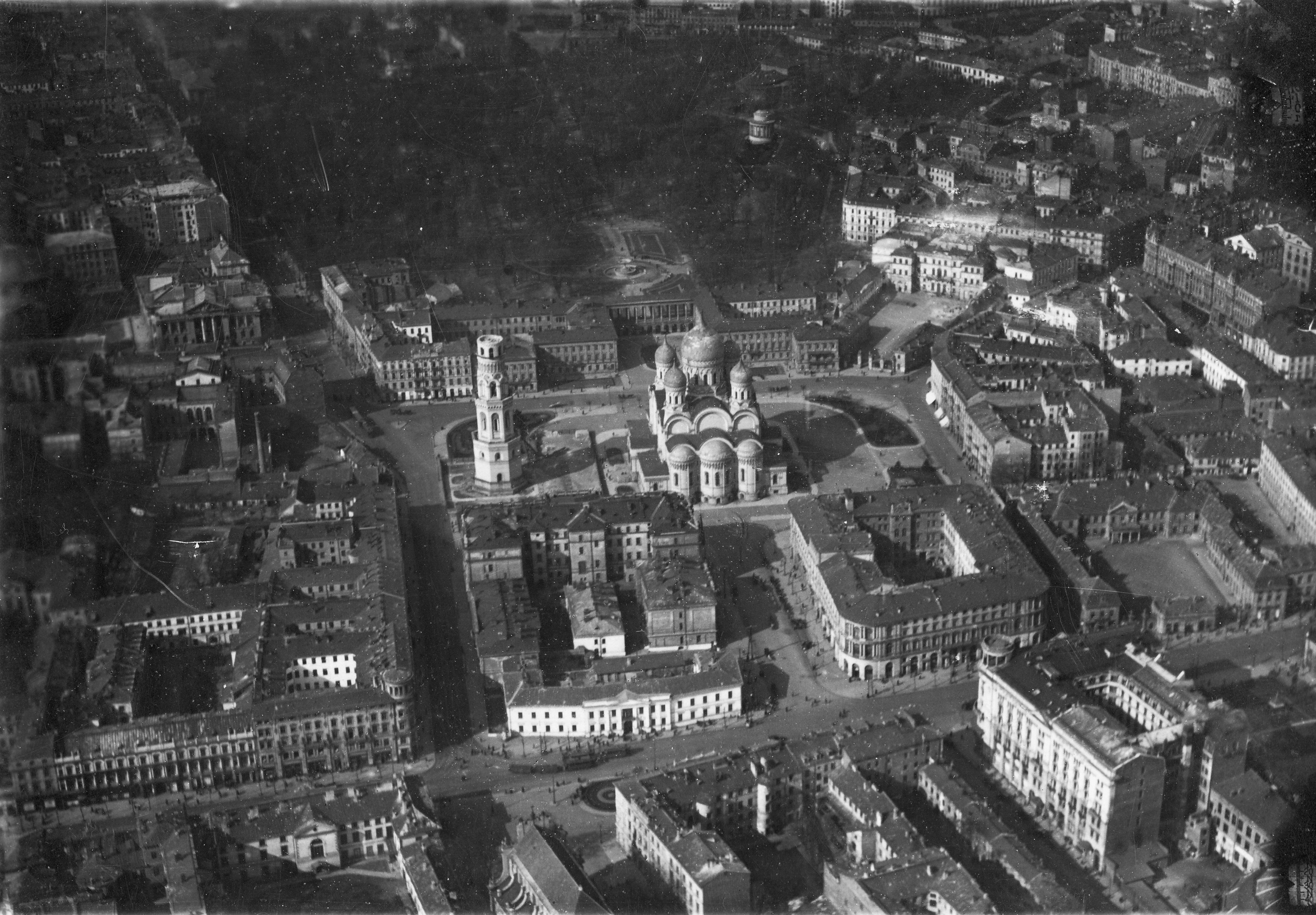
Krakowskie Przedmieście na początku lat dwudziestych XX w. Skrzyżowanie w dolnej-lewej ćwiartce zdjęcia to ulice Królewska (pionowa) i Krakowskie Przedmieście (pozioma). Przy skrzyżowaniu (na samym dole) Kościół Wizytek. Na prawo od skrzyżowania budynki Hotelu Europejskiego, Hotelu Bristol i Pałacu Potockich. Na lewo od skrzyżowania fragment Uniwersytetu Warszawskiego

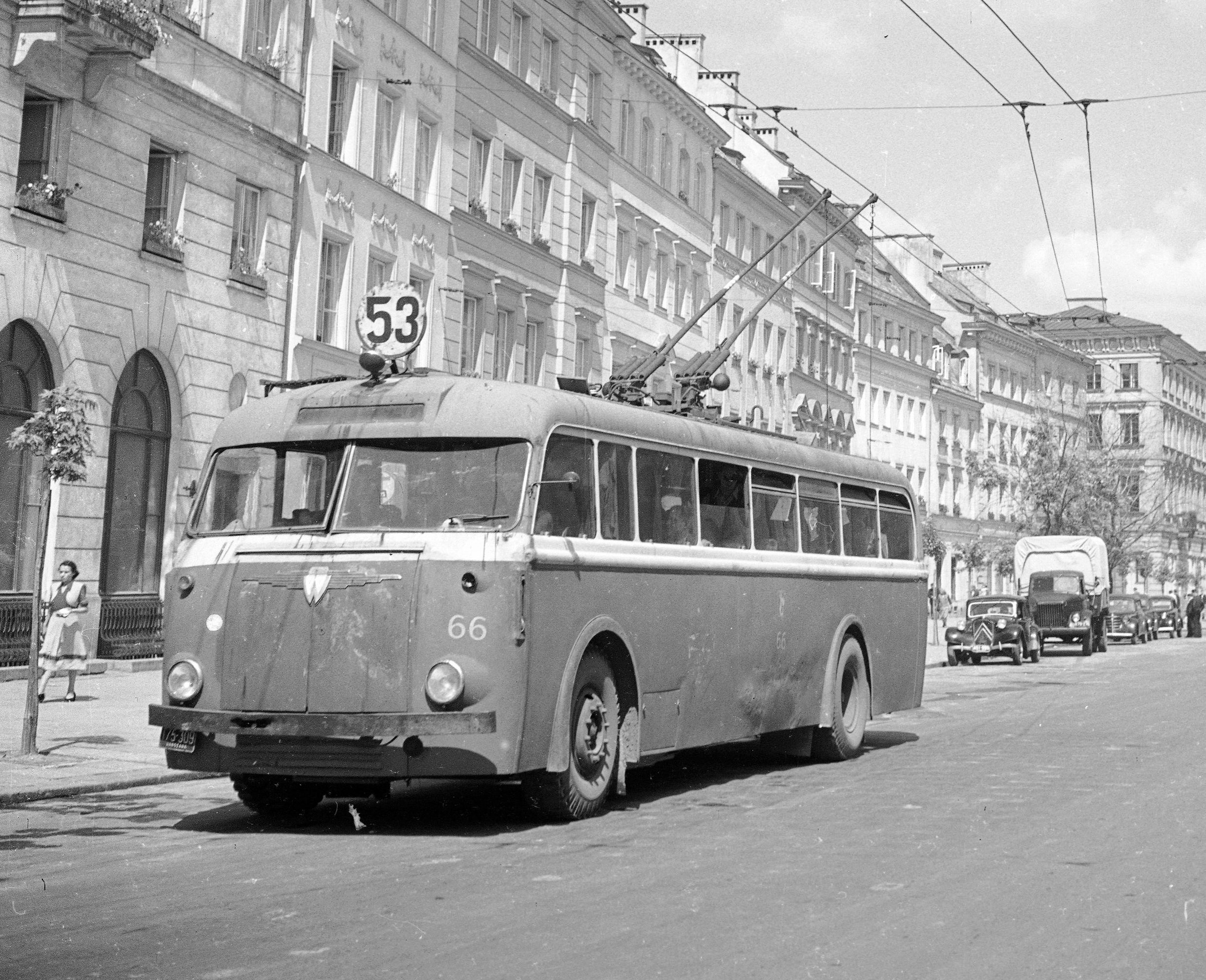
Trolejbus LOWA W602a na linii nr 53 w latach 50. XX wieku

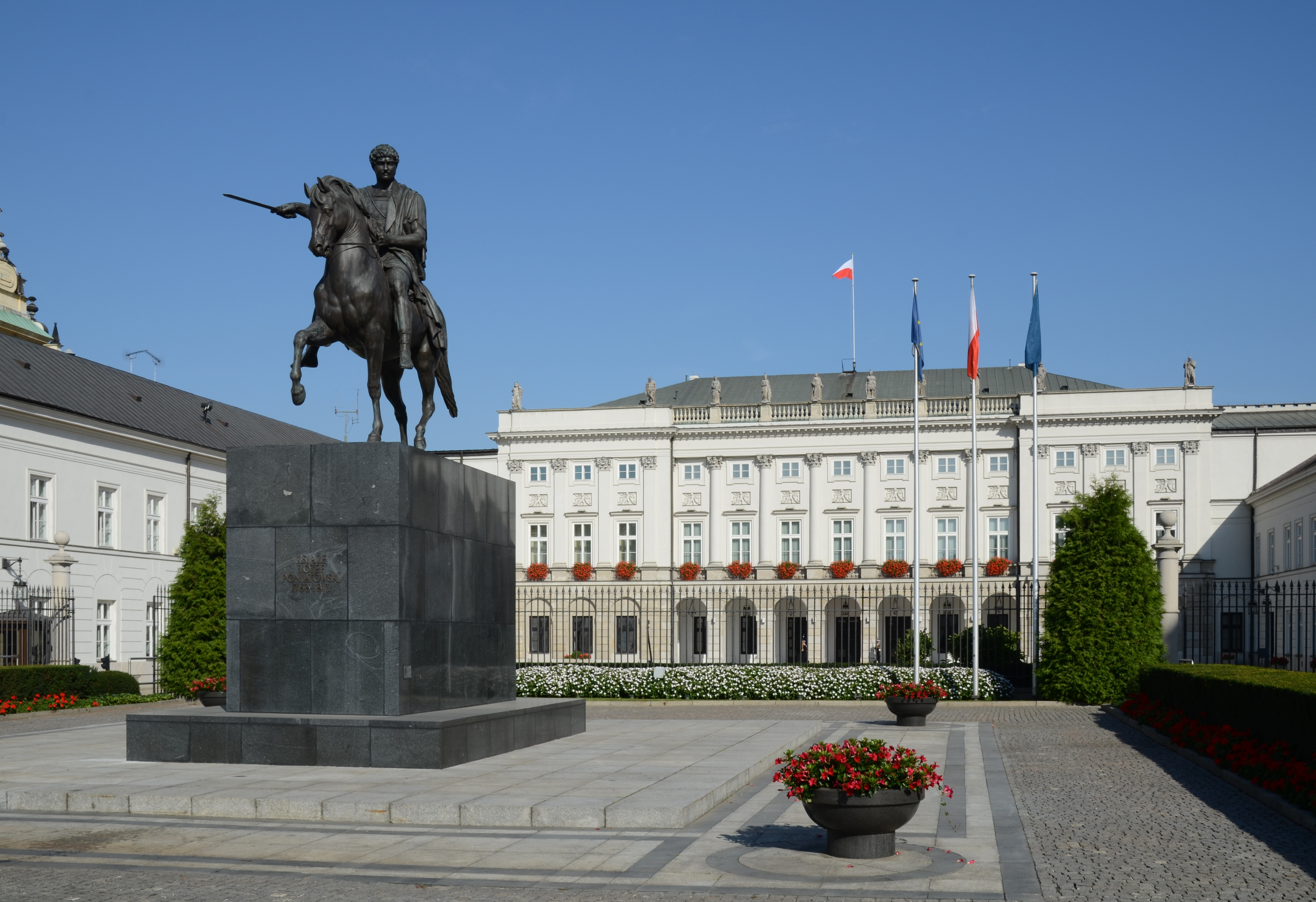
Pałac Prezydencki

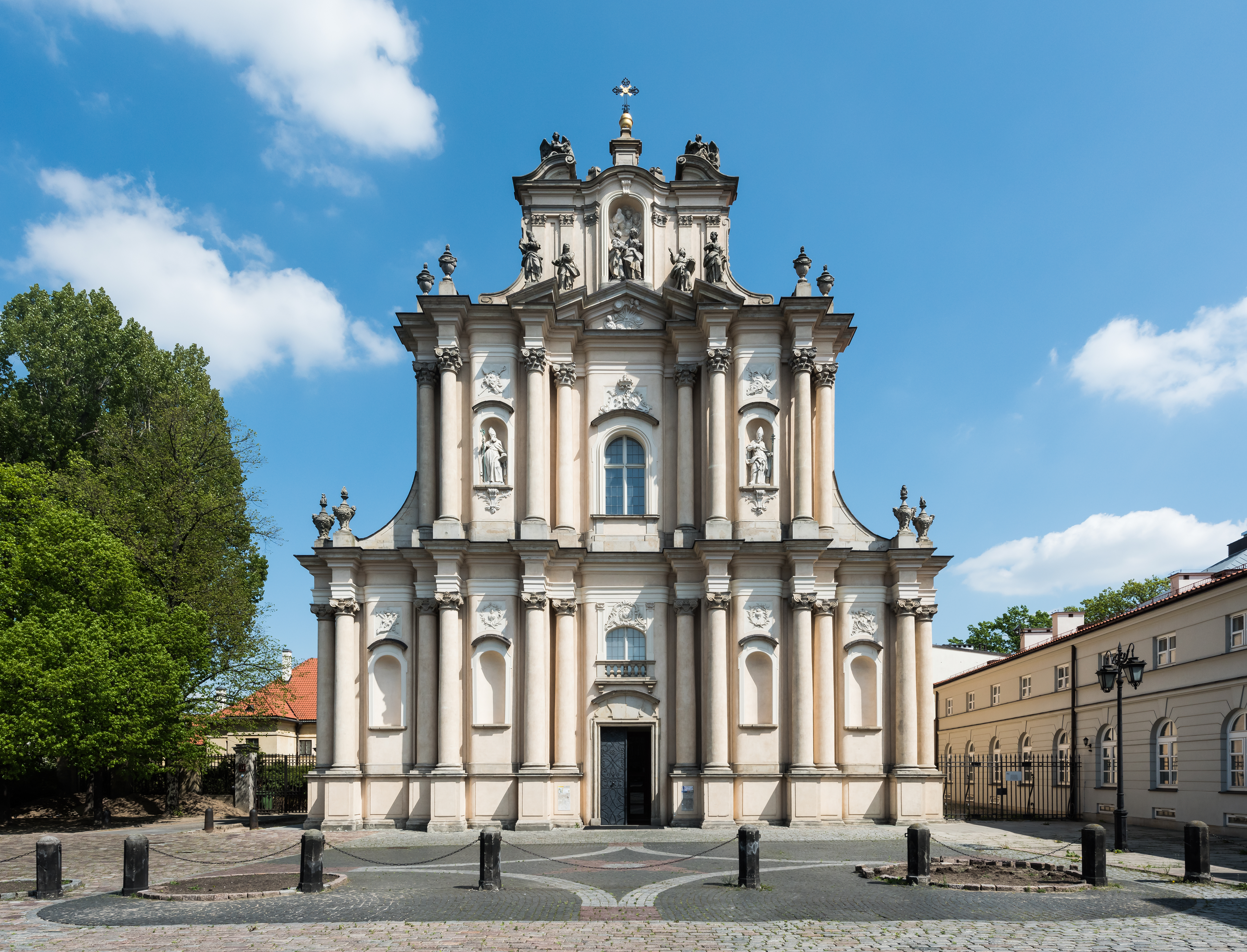
Kościół Wizytek

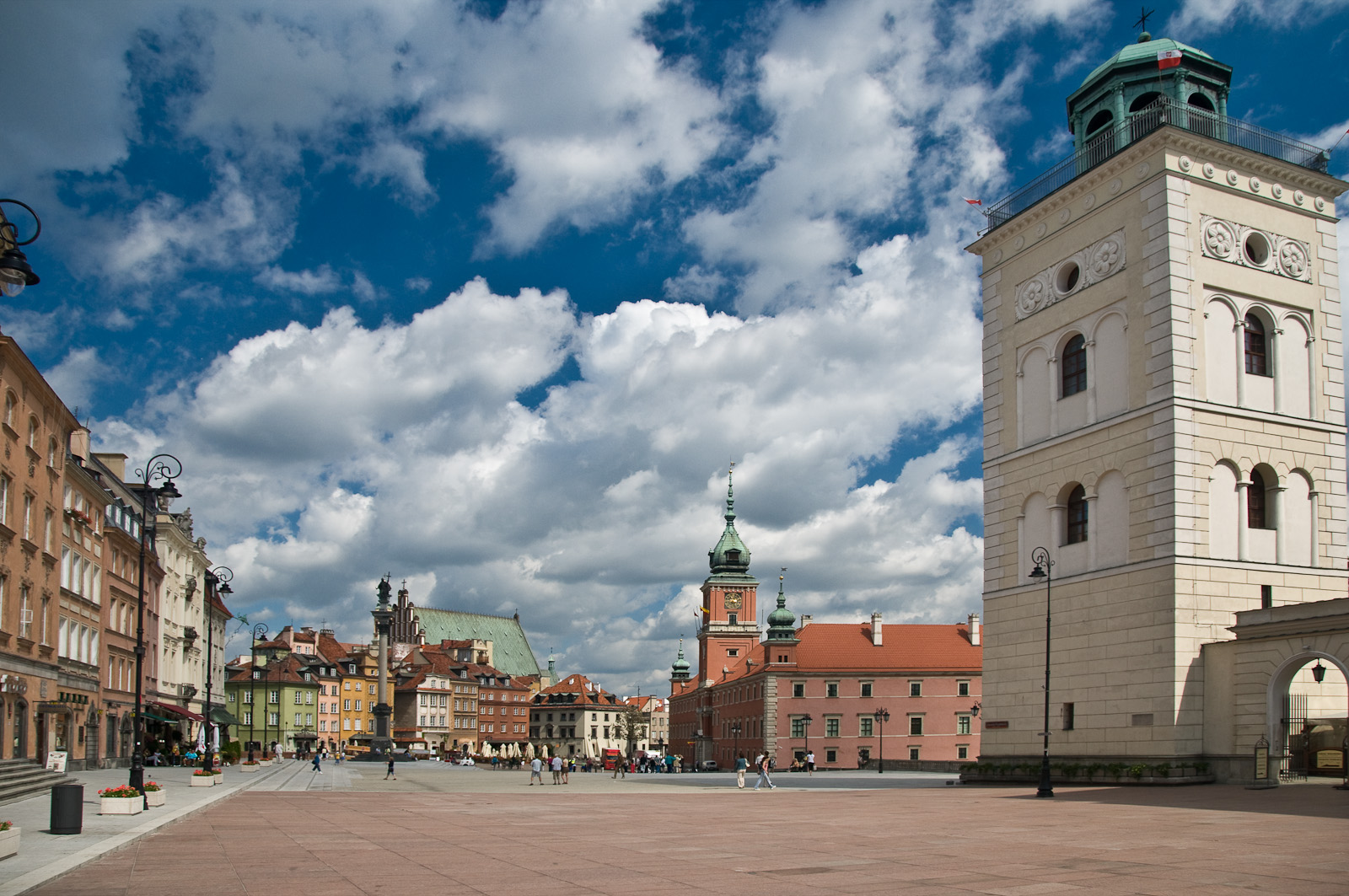
Krakowskie Przedmieście przy placu Zamkowym

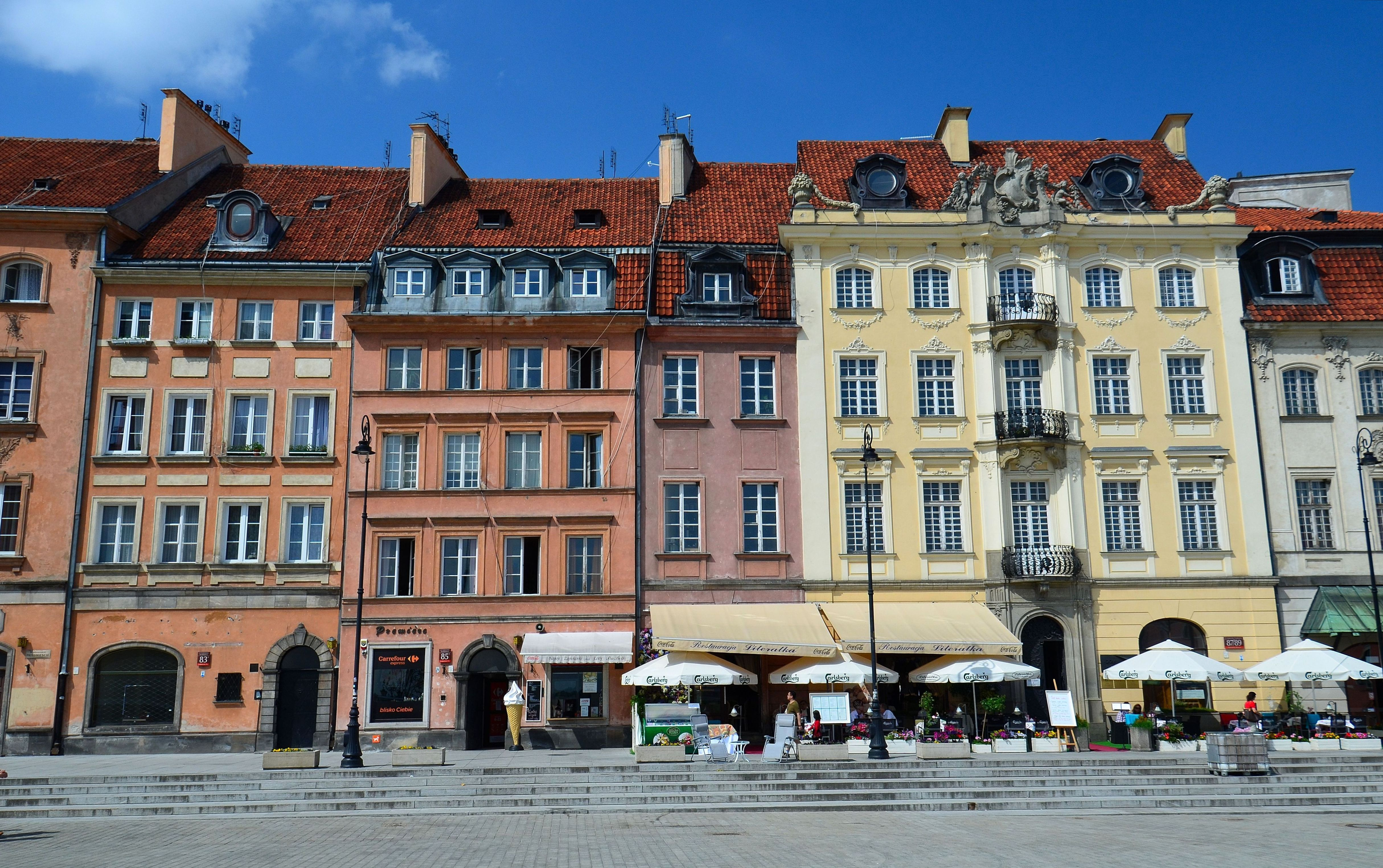
Kamienice nr 83, 85 i 87/89

Ulica Krakowskie Przedmieście – ulica w dzielnicy Sródmieście w Warszawie. Stanowi północny odcinek Traktu Królewskiego.

## Historia
Przedmieścia przy Bramie Krakowskiej zaczęły się tworzyć już w XIV w., natomiast przy nich w 1454 r. powstał kościół bernardynów. Wówczas teren przed murami zaczęto nazywać placem Bernardyńskim (dziś tak nazywa się plac na Czerniakowie). Drewniane domostwa budowali tutaj różnorodni rzemieślnicy, powstały cegielnie, ukształtowały się dwie odnogi placu, gdzie wschodnia prowadziła do najstarszej warszawskiej jurydyki należącej do proboszcza kolegiaty św. Jana. 
Tak zwany plac Bernardyński (lub Bernardyńskie Przedmieście) był wcześniej nazywany Czerskim Przedmieściem, a potem Krakowskim Przedmieściem, gdyż był początkiem traktu łączącego Warszawę pierwotnie z Czerskiem, a następnie z Krakowem. Droga ta stała się też atrakcyjnym miejscem do budowy reprezentacyjnych pałaców magnaterii oraz rodziny królewskiej, było też znakomitym miejscem triumfalnych wjazdów do miasta (między innymi wjeżdżali tędy hetman Stefan Czarniecki czy Jan III Sobieski) oraz hołdów składanych przez Prusy Książęce i Inflanty. W I połowie XVII w. przybrała formę traktu od Kaplicy Moskiewskiej, będącej panteonem chwały oręża polskiego i tryumfów militarnych króla Zygmunta III Wazy do projektowanego „Forum Wazów”, z którego została zrealizowana jedynie kolumna króla Zygmunta.
Do XVII w. od Krakowskiego Przedmieścia odchodziły tylko uliczki Krótka (nieistniejąca dziś, na wysokości kamienicy nr 59) oraz Rzeźnicza (dziś Bednarska).
Zabudowa ulicy została w większości zniszczona w czasie potopu szwedzkiego.
W 1683 r. przy ulicy ustawiono figurę Matki Boskiej Pasawskiej. W XVIII w. ukształtowały się nazwy Szerokie Krakowskie Przedmieście (dla dawnego placu Bernardyńskiego) oraz Wąskie Krakowskie Przedmieście (dla pozostałego odcinka). Około 1762 r. ulica była już całkowicie wybrukowana, a do 1855 r. uzyskała oświetlenie gazowe.
Na Krakowskim Przedmieściu odbyło się wiele demonstracji, szczególnie podczas zaborów – szczególnym wydarzeniem była manifestacja z 27 lutego 1861 r., kiedy to rosyjskie wojsko zaczęło strzelać do jej uczestników, zabijając pięć osób. Pogrzeb pięciu poległych 2 marca zmienił się w wielką manifestację narodową – kondukt pogrzebowy przeszedł z kościoła św. Krzyża przez plac Saski, ulice Wierzbową, Bielańską i Nalewki na Powązki.
W 1861 roku Rada Administracyjna Królestwa Polskiego podjęła decyzję o wyburzeniu 14 domów na 12 posesjach, znajdujących się pomiędzy figurą Matki Boskiej Passawskiej a placem przed kościołem karmelitów. Oprócz korzyści komunikacyjnych (dojazd do budowanego mostu Kierbedzia), władze miały na względzie likwidację wąskich zaułków, które utrudniały działania rosyjskiej konnicy podczas tłumienia rozruchów. Projekt zrealizowano w 1865 roku, urządzając następnie w miejscu wyburzonych budynków skwer z fontanną.
W 1866 r. ruszyła tędy linia tramwaju konnego łączącego dworce: Wiedeński i Petersburski.
W latach 1886–1887 wyburzono cztery budynki (w tym Dwór pod Gwiazdą), przedłużając do Krakowskiego Przedmieścia ul. Miodową. Ulicę Nowo-Miodową otwarto dla ruchu kołowego w 1888 r., po przebudowie fasad budynków. Do przebicia ulicy obowiązek przepuszczania przechodniów z Krakowskiego Przedmieścia na ul. Miodową lub odwrotnie ciążył na właścicielach nieruchomości na której znajdowały się pałac Małachowskich i kamienica Roeslera i Hurtiga.
Ulica stała się reprezentacyjną arterią miasta, znajdowały się tu najlepsze sklepy. W 1907 r. uruchomiono oświetlenie elektryczne, a w 1908 r. roku ulicą po raz pierwszy pojechały tramwaje elektryczne.
W okresie okupacji niemieckiej ulicy nadano niemiecką nazwę Krakauer Strasse.
Zabudowa ulicy ucierpiała w czasie obrony Warszawy we wrześniu 1939. Największe straty spowodowało powstanie warszawskie. Pomimo zniszczenia Krakowskie Przedmieście odniosło proporcjonalnie mniejsze straty niż pozostała część zabytkowej Warszawy, zwłaszcza po parzystej stronie ulicy. Kościoły wizytek i karmelitów, Pałac Namiestnikowski i Hotel Bristol odniosły tylko niewielkie uszkodzenia. Według Jana Zachwatowicza zadecydowały o tym względy wojskowe (zachowanie budynków na skarpie warszawskiej jako osłony).
Po wojnie większość zabytków odbudowano, w niektórych przypadkach przywracając im wcześniejszą, XVIII-wieczną szatę architektoniczną. Wyrównano wysokość pierzei ulicy obniżając najwyższe budynki do 2–4 pięter. Pod fragmentem północnego odcinka ulicy przeprowadzono tunel Trasy W-Z. Nowe obiekty (np. Nowa Dziekanka) harmonizowały z dotychczasową zabudową. Wyjątkiem był tzw. Kopnięty Dom (Krakowskie Przedmieście 9) na miejscu kamienicy Beyera. Większość prac rekonstrukcyjnych zakończono do 1951 roku.
W 1965 roku ulica jako założenie urbanistyczne została wpisana do rejestru zabytków.
W 1973 roku oddano do użytku podziemne przejście dla pieszych na wysokości kampusu głównego Uniwersytetu Warszawskiego i pałacu Czapskich. Przejście powstało z funduszy Powszechnego Zakładu Ubezpieczeń przeznaczonych na zapobieganie wypadkom, co upamiętniała tablica po jego północnej stronie. Przejście zostało zasypane podczas modernizacji ulicy w 2006 r.
Za czasów PRL-u miały tu miejsce demonstracje studenckie w 1968 roku oraz spotkania papieża Jana Pawła II z młodzieżą w 1979 r. (przed kościołem św. Anny).
W 1994 roku ulica wraz z Traktem Królewskim, historycznym zespołem miasta i Wilanowem został uznany za pomnik historii.
W 2004 roku podjęto decyzję o przekształceniu ulicy w reprezentacyjny deptak. Prace rozpoczęły się we wrześniu 2006 r. i zakończyły w lipcu 2008 r. Projektantem przebudowy był Krzysztof Domaradzki. Ulica po remoncie stała się szerokim deptakiem z wąską jezdnią pośrodku dostępną tylko dla komunikacji miejskiej oraz taksówek. Nawiązując do wyglądu ulicy na obrazach Canaletta użyto specjalnego, żółtawego granitu sprowadzonego z Chin, aby imitował kolor nawierzchni z XVIII w. Oprócz tego użyto także granitu szwedzkiego (czerwony) oraz strzegomskiego (szary).
Na nowym Krakowskim Przedmieściu pojawiły się także nowe, stylizowane ławki, pachołki, kwietniki, latarnie-pastorały, zasadzono kilkadziesiąt drzew, ustawiono cztery kubiki z reprodukcjami obrazów Canaletta oraz brązową tablicę wskazującą oś Saską. Ulica nie została w pełni przystosowana dla niepełnosprawnych.

## Ważniejsze obiekty
Strona nieparzysta:
- Instytut Nauk Politycznych i Instytut Filozofii Uniwersytetu Warszawskiego (nr 1)
- Bazylika św. Krzyża (nr 3)
- Pałac Czapskich (Akademia Sztuk Pięknych w Warszawie) (nr 5) z pomnikiem Bartolomeo Colleoniego
- Kamienica Józefa Grodzickiego z Główną Księgarnią Naukową im. B. Prusa; tu miały mieścić się sklep Stanisława Wokulskiego i mieszkanie Ignacego Rzeckiego (nr 7)
- Dom Bez Kantów (nr 11)
- Hotel Europejski (nr 13)
- Pałac Potockich (siedziba Ministerstwa Kultury i Dziedzictwa Narodowego) oraz galeria Kordegarda (nr 15)
- Kamienica Lanciego (nr 17)
- dom Juliana Wabia Wapińskiego (nr 19)
- Pałac Wesslów (nr 25)
- Kamienica Kestnerów (nr 27)
- Kamienica Cechu Rzeźników (nr 29)
- Kamienica Józefa Skalskiego (nr 45)
- Kamienica Garskich (nr 53)
- Kamienica Millerowska (nr 63)
- Kamienica Cymbaurowska (nr 71)
- Kamienica Roeslera i Hurtiga (nr 79)
- Kamienica Macieja Kurowskiego (nr 81) – wybudowana przed 1754 r. dla kupca Macieja Kurowskiego. Po zniszczeniach II wojny światowej została rozebrana w związku z budową trasy WZ, a następnie odbudowana w roku 1949 prawdopodobnie według projektu Zygmunta Stępińskiego[19]
- Kamienica Roesena (nr 83)
- Kamienica Wilhelma Duponta (nr 85)
- Kamienica Prażmowskich zwana również kamienicą Joachima Pastoriusa (nr 87)
- Kamienica Aleksandra Johna, zwana kamienicą Ignacego Nowickiego, w której znajdują się Dom Literatów oraz pierwsze ruchome schody wybudowane w Polsce, łączące plac Zamkowy z Trasą W-Z (nr 89).

Strona parzysta:
- Pomnik Mikołaja Kopernika
- Pałac Staszica
- Kamienica Oranowskiego (nr 6)
- Kamienica Czulskiego (nr 12)
- Kamienica pod Messalką (nr 16/18)
- Brama Główna Uniwersytetu Warszawskiego (nr 26/28) prowadząca na jego kampus centralny (nr 26/28), w skład którego wchodzą m.in.:
  - Pałac Kazimierzowski, wzniesiony w XVII w. jako letnia rezydencja króla Władysława IV (siedziba rektoratu UW)
  - dawna „Szkoła Główna”, w budynku mieści się Instytut Archeologii Wydziału Historycznego UW
  - Gmach Pomuzealny, wzniesiony w latach 1818–1820 według projektu Michała Kado dla Oddziału Sztuk Pięknych Uniwersytetu Warszawskiego (siedziba Instytutu Historycznego UW)
  - Gmach Audytoryjny (siedziba Wydziału Nauk Politycznych i Studiów Międzynarodowych)
  - Pałac Uruskich-Czetwertyńskich (nr 30)
  - Pałac Tyszkiewiczów-Potockich z końca XVIII w. (nr 32)
  - Pomnik Studenta
- Kościół Sióstr Wizytek oraz klasztor z budynkiem kalwarii z XVII w. (nr 34)
- Pomnik Stefana Wyszyńskiego
- Pomnik ks. Jana Twardowskiego na skwerze jego imienia
- Pomnik Bolesława Prusa
- Hotel Bristol (nr 42/44)
- Pałac Prezydencki (nr 46/48)
- Pomnik księcia Józefa Poniatowskiego
- Kościół Wniebowzięcia NMP i św. Józefa Oblubieńca (pokarmelicki) (nr 52/54)
- Zajazd Dziekanka – obecnie Dom Studencki Uniwersytetu Muzycznego Fryderyka Chopina w Warszawie (nr 58/60)
- Pomnik Adama Mickiewicza
- Posąg Matki Boskiej Pasawskiej
- Kościół Niepokalanego Poczęcia NMP (Res Sacra Miser)
- Resursa Obywatelska (nr 64)
- Centralna Biblioteka Rolnicza (nr 66)
- Kościół św. Anny (nr 68).

## Obiekty nieistniejące
- Kaplica Moskiewska – nieistniejące prawosławne mauzoleum – kaplica grobowa (1620–1818?) jak podaje większość opracowań, przewidziana do rekonstrukcji w 1938 r.[20], jej relikty zostały rozebrane prawdopodobnie w 1954 roku[21][22]. Miejsce pochówku cara Wasyla Szujskiego, Dymitra Szujskiego i jego żony Wielkiej księżnej Jekateriny Grigoriewnej.
- Pałac Karasia (nr 2)
- Kamienica Beyera (nr 9)
- Pałac Tarnowskich (nr 42/44)
- Pomnik Iwana Paskiewicza
- Pomnik Wdzięczności dla Stanów Zjednoczonych Ameryki
- Grób członków Sztabu AL na skwerze Hoovera

## Ulica w kulturze
- Krakowskie Przedmieście jest centralną ulicą Lalki Bolesława Prusa[23].
- Raper Taco Hemingway wspomina o nim w swoim singlu Nostalgia.
- Ulica jest wspomniana w piosence „Warszawa” zespołu T.Love[24].